# Шкрбек, Павел
Павел Шкрбек (чеш. Pavel Skrbek; 9 августа 1978, Кладно, Чехословакия) — чешский хоккеист, защитник.

## Биография
Воспитанник хоккейной школы «Кладно», выступал в молодёжных составах клуба. В сезоне 1995/96 дебютировал в высшей лиге Чехии за основной состав клуба. В 1996 году на драфте НХЛ права на игрока были закреплены за командой «Питтсбург Пингвинз». В кладненской команде игрок провёл три сезона, сыграл 105 матчей, забросив 5 шайб и отдав 15 голевых передач. В сезоне 1998/99 начал североамериканскую карьеру, выступал в том сезоне преимущественно в Американской хоккейной лиге за «Сиракьюз Кранч», в Национальной хоккейной лиге же сыграл 4 матча за питтсбургский клуб. Дебютным матчем в НХЛ в карьере игрока стала встреча с командой «Баффало Сейбрз» 28 марта 1999 года.
С 2000 по 2002 год был в системе хоккейного клуба «Нэшвилл Предаторз». В сезоне 2001/2002 принял решение вернуться в Чехию, в «Кладно». Всего в НХЛ в карьере сыграл 12 матчей. С 2002 по 2014 год выступал в высшей лиге Швеции за различные команды лиги, иногда выступая также и за «Кладно». С 2014 по 2017 – в составе чешской команды «Оломоуц», был помощником капитана клуба. В сезоне 2017/18 провёл 6 матчей в Австрийской хоккейной лиге за выступающую там чешскую команду «Орли Зноймо», после чего завершил карьеру игрока.
За сборную Чехии выступал в 1996 году на чемпионате Европы среди юниоров и в 1998 году на молодёжном чемпионате мира. За основную команду сыграл 4 матча в Европейском хоккейном туре 2008/2009.
В 2022 году был назначен на пост помощника тренера команды «Кладно».